# Дзержинский район (Оренбург)
Дзержи́нский райо́н  — один из четырёх районов города Оренбурга. Входит в состав Северного округа. Второй по величине площади (127 км²) район города после Ленинского района (130 км²). Образован в 1975 году.
На сегодняшний день является наиболее перспективным районом для развития в различных сферах бизнеса (крупного, среднего и мелкого предпринимательства), а также строительства в городе Оренбурге.
На территории Дзержинского района расположены самые крупные в городе торговые и офисные площадки, такие как молл «Армада», ТРЦ «Север», ТК «Степной» и другие.
Отличительной чертой Дзержинского района является возможность быстро и без пробок добраться из любой точки района до Международного аэропорта города Оренбурга по объездной дороге Загородное шоссе—Проспект Гагарина—Нежинское шоссе (Р-336).

## История Дзержинского района
Дзержинский район — один из самых молодых районов города Оренбурга с большими современными жилыми микрорайонами. Он был основан относительно недавно, лишь в 1975 году.
7 апреля 1997 года в результате слияния двух административно-территориальных единиц — Дзержинского и Промышленного районов, был образован Северный округ города Оренбурга (до 2006 года — Северный административный округ).
В Дзержинском районе очень острая криминальная обстановка.

## Территория и границы района
Дзержинский район имеет обширную территорию на севере города Оренбурга общей площадью в 127 км². Это второй во величине результат после Ленинского района общая площадь которого составляет 130 км².

## Население
| 1959     | 1979     | 1989     | 2002     | 2003     | 2004     | 2009     |
| -------- | -------- | -------- | -------- | -------- | -------- | -------- |
| 92 314   | ↗113 168 | ↗165 602 | ↘160 424 | ↘160 000 | ↘159 400 | ↘154 670 |
| 2010     | 2012     | 2013     | 2014     | 2015     | 2016     | 2017     |
| ↗157 108 | ↗158 348 | ↗158 601 | ↗159 112 | ↘158 935 | ↘158 557 | ↘158 090 |
| 2018     | 2019     | 2020     | 2021     |          |          |          |
| ↗158 950 | ↗160 653 | ↗161 977 | ↘145 561 |          |          |          |